# Pedosî, Hmilnîk
Pedosî (în ucraineană Педоси) este un sat în comuna Lozova din raionul Hmilnîk, regiunea Vinnița, Ucraina.

## Demografie
Componența lingvistică a localității Pedosî
     Ucraineană (98,02%)
     Rusă (1,58%)
     Alte limbi (0,4%)
Conform recensământului din 2001, majoritatea populației localității Pedosî era vorbitoare de ucraineană (98,02%), existând în minoritate și vorbitori de rusă (1,58%).